# La Mère (Florian Zeller)
Pour les articles homonymes, voir La Mère.
La Mère est une pièce de théâtre de Florian Zeller.
Elle a été créée en septembre 2010 au théâtre de Paris, avec Catherine Hiegel, dans une mise en scène de Marcial Di Fonzo Bo.
Elle est la première pièce d'une trilogie qui compte également Le Père, créée en septembre 2012 et Le Fils, créée en janvier 2018.
Catherine Hiegel a reçu le Molière de la meilleure comédienne pour son interprétation en 2011. La pièce a été remontée en septembre 2014 au théâtre Hébertot. Après avoir été créée dans différents pays, dont l'Angleterre, l'Espagne ou l'Afrique du Sud, elle est créée à New York en février 2019 autour d'Isabelle Huppert, qui interprète le rôle en anglais, dans une mise en scène de Trip Cullman.

## Résumé
La pièce raconte la douleur et la solitude d'une mère qui voit ses enfants partir et qui se retrouve toute seule dans sa maison. La narration n'est pas linéaire, et le spectateur est invité à parcourir un labyrinthe, qui est celui des pensées du personnage égaré de la mère.

## Réception critique
Il s'agit, selon Le Point, "d'une œuvre puissante", "totalement originale". Selon le critique Mark Shenton, La Mère est "le portrait absolument déchirant d'une femme en train de perdre son ancrage avec le réel".

## Une trilogie théâtrale
La Mère est la première pièce d'une trilogie qui compte également Le Fils et Le Père. Cette trilogie a été conçue par l'auteur autour de la santé mentale (pulsions suicidaires dans Le Fils, dépression dans La Mère et démence sénile dans Le Père).
Lors d'édition de cette trilogie en un recueil en 2021, les éditions Gallimard présentent ainsi les thèmes de l'oeuvre : 

« La douleur : tel est le motif commun de cette « trilogie involontaire », selon l’expression de son auteur. Celle du père, lorsque tout ce qui l’entoure se déforme peu à peu, lieux, visages, objets. Celle de la mère, que le sentiment de solitude terrasse, après le départ de son enfant. Celle du fils enfin, atteint d’un mal-être que rien ne semble pouvoir guérir.
Mais, tandis que les certitudes se muent en sables mouvants, l’humour et la dérision ne cessent d’émailler les répliques, ancrant les personnages de ces « farces noires » dans une réalité illusoire, juste avant le point de bascule. Le sentiment tragique d’un trouble dans le réel rend ces pièces universelles, et fait de Florian Zeller l’auteur francophone vivant le plus joué dans le monde. »

### Le Père
Le Père a été créée en 2012 autour de Robert Hirsch et a été reprise en 2015 à la Comédie des Champs-Élysées. Elle a été jouée dans plus de 45 pays et a été, selon The Guardian, la pièce « la plus acclamée de la décennie ».
Selon l’Evening Standard, elle est l'une des « meilleures pièces du XXIe siècle ». The Times la classe également parmi "les plus grandes pièces du siècle".
Le Père a reçu de nombreux prix à travers le monde.

### Le Fils
Le Fils est créée à Londres en 2019 et reçoit un accueil critique exceptionnel. Selon The Times, elle est « l'une des pièces les plus brillantes de la décennie ». Elle connait, par la suite, une cinquantaine de créations à travers le monde.

## Distributions

### 2010, 2014, 2016
La pièce a été créée au Petit Théâtre de Paris avant d'être reprise au théâtre Hébertot, à Paris.
- La Mère : Catherine Hiegel
- Le Père : Jean-Yves Chatelais
- Le Fils : Clément Sibony, puis Eric Caravaca
- Une Fille : Olivia Bonamy, puis Sol Espeche

### 2014
La pièce a été créée au Theatre Royal Bath, avant d'être reprise au Tricyle, à Londres.
- La Mère : Gina McKee
- Le Père : Richard Clothier
- Le Fils : William Postlethwaite
- Une Fille : Cara Horgan

### 2019
La pièce a été créée à l'Atlantic Theatre, à New York
- La Mère : Isabelle Huppert
- Le Père : Chris Noth
- Le Fils : Justice Smith
- Une Fille : Odessa Young

## Distinctions
- Molière de la comédienne pour Catherine Hiegel en 2011.
- Molière du metteur en scène (nomination) pour Marcial Di Fonzo Bo en 2011.
- WhatsOnStage Awards (Londres) pour La Mère en 2016 (nomination pour la Meilleure pièce).
- Prix de la Meilleure actrice Fotogramas de Plata pour Aitana Sanchez-Gijon en 2024.
- Prix de la Meilleure actrice du Syndicat des Acteurs pour Aitana Sanchez-Gijon en 2025.
- Prix de la Meilleure actrice dans un second rôle du Syndicat des Acteurs pour Julia Roch en 2025.
- Prix de l'Académie des Arts Scéniques (Premios Talia) de la Meilleure actrice pour Aitana Sanchez-Gijon en 2025[11].
- Prix de l'Académie des Arts Scéniques de la Meilleure actrice dans un second rôle pour Julia Roch en 2025[11].